# Mezcalitos
Mezcalitos är en ort i Mexiko.   Den ligger i kommunen Bahía de Banderas och delstaten Nayarit, i den centrala delen av landet, 700 km väster om huvudstaden Mexico City. Mezcalitos ligger 7 meter över havet och antalet invånare är 836.
Terrängen runt Mezcalitos är platt. Havet är nära Mezcalitos åt sydväst. Runt Mezcalitos är det tätbefolkat, med 319 invånare per kvadratkilometer. Närmaste större samhälle är Puerto Vallarta, 12,0 km sydost om Mezcalitos. 